# Synodus orientalis
Synodus orientalis är en fiskart som beskrevs av Randall och Richard L. Pyle 2008. Synodus orientalis ingår i släktet Synodus och familjen Synodontidae. Inga underarter finns listade i Catalogue of Life.